# Kim de l'Horizon
Œuvres principales
Blutbuch (2022)
Kim de l'Horizon (nom de plume) est une personnalité littéraire suisse non binaire d'expression allemande, née le 9 mai 1992 à Ostermundigen.
Son premier roman, Blutbuch, reçoit le Prix du livre allemand en 2022.

## Biographie
Kim de l'Horizon naît le 9 mai 1992, à Ostermundigen, une commune de l'agglomération de Berne, et y passe son enfance, avant de déménager à Winterthour, dans le canton de Zurich, avec sa mère. Son nom de plume est une anagramme — de ses prénom (masculin) et nom légaux, Dominik Holzer, — imaginée pendant son adolescence. Sa famille est des plus traditionnelles : le père travaille et la mère tient le foyer.
Après le gymnase à Winterthour et des études de langue et littérature allemandes, de théâtre, d'histoire et de cinéma à l'Université de Zurich, jusqu'au baccalauréat universitaire, Kim de l'Horizon s'inscrit à l'Institut littéraire suisse, à Bienne, tout en poursuivant des études de deuxième cycle à l'Université des Arts de Zurich,, et en écrivant pour le Théâtre municipal de Berne. La sorcellerie est également un de ses domaines d'intérêt, notamment le courant porté par Starhawk.
Kim de l'Horizon se dit de genre fluide et rejette tant le pronom masculin que le féminin pour se désigner.

### Parcours littéraire
La nouvelle « Finite Incantatem », signée du nom légal de Kim de l'Horizon, remporte en 2015 le concours littéraire de la relève « Treibhaus » de l'ancien magazine suisse Literarischer Monat,.
La pièce Hänsel & Greta & The Big Bad Witch est jouée pour la première fois en 2022 au Théâtre municipal de Berne,.
Son premier roman, Blutbuch, dont la version initiale constituait son travail de fin d'études à l'Institut littéraire suisse et qui a nécessité dix ans de travail, reçoit le prix de la Fondation Jürgen Ponto pour la promotion des jeunes artistes (de) en juillet 2022, le Prix suisse du livre en novembre 2022 et le Prix du livre allemand (équivalent au Goncourt) en octobre 2022,, qui n'avait jamais été décerné à un premier roman. Le jury dit s'être laissé provoquer et enthousiasmer par l'urgence et la force d'innovation littéraire qui se dégagent de ses expérimentations langagières,. Lors de la remise du prix, après avoir chanté le refrain de Nightcall de Kavinsky, Kim de l'Horizon se rase la tête sur le podium en signe de solidarité avec les Iraniennes qui manifestent contre le pouvoir depuis septembre, et déclare considérer que le jury a aussi salué par son choix la lutte de toutes les personnes qui sont opprimées en raison de leur corps,,.
Après avoir reçu le Prix du livre allemand, Kim de l'Horizon fait l'objet de menaces et de messages de haine en ligne, au point que sa maison d'édition fait appel à un service de sécurité.

### Blutbuch
Blutbuch (littéralement Livre de sang ou hêtre pourpre, du nom de l'arbre situé dans le jardin de la maison d'enfance du narrateur) est une autofiction, sous forme épistolaire. Relevant du roman d'apprentissage et rédigé sous forme de lettres adressées à la grand-mère du narrateur atteinte de démence, le roman « raconte une quête d’identité à la fois sexuelle, familiale et sociale, entre communauté gay tout aussi stéréotypée, mise à nu de secrets de famille et amour quasi mystique de la nature ». Centré sur la relation des personnages avec leur mère et leur grand-mère, il aborde en particulier les sujets de la sexualité, des traumatismes psychologiques et des classes sociales en plus de celui de l'identité.
Le narrateur y cherche un langage (que Kim de l'Horizon qualifie d'écriture fluide et qui va du dialecte et de l'allemand à l'anglais en passant par le français, dans un mélange de genres, de formes et de styles) capable d'exprimer son identité fluide. Le pronom indéfini man (dérivé de Mann, l'homme) notamment y est remplacé par mensch (de Mensch, l'être humain) ou jemensch (néologisme proche de jemand, je signifiant chacun).

« Ce texte [...] participe de l'émergence du concept de genre, mais il n'a pas (à notre connaissance) d'équivalent dans la littérature parce qu'il ne met pas seulement en scène la complexité de cette question. Il bouscule les genres littéraires, ne se place dans aucun sillage, questionne sans faux-semblant le projet même du récit, les limites de la narration et la difficulté d'écrire quand il n'y a pas de modèle [...]. »

## Œuvres
- (de) Blutbuch, Cologne, Dumont-Verlag, 19 juillet 2022, 334 p. (ISBN 978-3832182083)[32] (Hêtre pourpre, trad. de Rose Labourie, Paris, Julliard, 2023[33])
- Hänsel & Greta & The Big Bad Witch – Eine Weltrettung in 13 Übungen (la pièce est jouée pour la première fois le 22 septembre 2022 à Berne)[34]
- Dann mach doch Limonade, Bitch (la pièce est créée au printemps 2021 et mise en scène par Olivier Keller en mars 2024 au Schlachthaus-Theater de Berne)[35]

## Distinctions
- 2022 : Prix du livre allemand pour Blutbuch[36]
- 2022 : Prix suisse du livre pour Blutbuch[37]
- 2023 : Hermann-Sudermann-Preis d'art dramatique pour Hänsel & Gretl & The Big Bad Witch – Eine Weltrettung in 13 Übungen[38]

## Adaptations

### Au théâtre
- Blutbuch est mis en scène par Sebastian Schug au théâtre municipal de Berne entre le 17 janvier 2024 et le 13 juin 2024[39].
- Blutbuch est mis en scène par Jan Friedrich au théâtre de Magdebourg entre le 27 janvier 2024 et le 25 février 2024[40].
- Blutbuch est mis en scène par Ran Chai Bar-Zvi au Staatstheater de Hanovre entre le 17 février 2024 et le 31 mars 2024[41].
- Blutstück, d'après le roman Blutbuch, est mis en scène par Leonie Böhm à Zurich entre le 22 février 2024 et le 4 avril 2024[42].